# آبشار آیریس
آبشار آیریس (به انگلیسی: Iris Falls) آبشاری است که در کشور ایالات متحده آمریکا واقع شده‌است و بلندترین ریزشگاه آن ۱۴ متر ارتفاع دارد. حوضهٔ آبریز این آبشار، رودخانه بچلر است.